# Ардуїн I (король Італії)
Ардуїн I (італ. Arduino; бл. 955 — 14 грудня 1015) — король Італії у 1002—1014 роках.

## Життєпис

### Маркграф
Походив з династії Анскаридів. Син Дадо, графа Помбії, двоюрідного брата останнього незалежного італійського короля Адальберта I. Народився у 955 році. У 980 році після смерті батька успадкував графство Помбію. У 990 році отримав від свого родича Конрада маркграфство Іврею. У 991 році став графом Святого Латеранського палацу.
Втім невдовзі вступив у конфлікт з єпископами, які підтримували імператорську владу в Італії. У 997 році захопив Верчеллі, за що імператор Оттон III позбавив Ардуїна прав на Іврейське маркграфство.
У 1000 році в Римі вів перемовини з папою римським Сильвестром II та імператором, проте не зміг домогтися відновлення своїх прав. Тому повернувся до Івреї, звідки розпочав війну проти Гібелінів. Зумів захопити міста Новару і Комо, а також частину П'ємонту. У відповідь Оттон III розпочав підготовку до боротьби з Ардуїном, але раптово помер біля Риму 1002 року.

### Король
У 1002 році в Павії Ардуїна було оголошено королем Італії та володарем усієї Ломбардії. Всі частини знаті та духівництва на чолі з Фрідріхом, архієпископом Равенни, виступили проти цього.
В свою чергу Генріх II, король Німеччини також не визнав Ардуїна I королем Італії. Того ж року відправив проти останнього Оттона I, герцога Каринтії та маркграфа Верони. Втім Ардуїн I завдав йому поразки у битві біля річки Брента.
У 1004 році Ардуїн I стикнувся з великою потугою, з якою прийшов Генріх II. Усі союзники залишили графа Іврейського, а Генріх II сам коронувався королем Італії в Павії. Втім німці своїми злочинами та жорсткістю налаштували населення північної Італії проти себе.
Скориставшись відходом взимку 1005 року основних ворожих військ, Ардуїн I швидко повернув собі втрачену владу. В подальшому зберігав контроль на владу, незважаючи на призначення Генріхом II італійських канцлерів, проте ті були лише номінальними.
У 1014 році до Італії знову вдерся Генріх II, який захопив значну частину Ломбардії та Центральної Італії. Ардуїн I чинив запеклий спротив, але не зміг здобути вирішальної перемоги. Після коронування Генріха II у Римі як імператора Священної римської імперії, Ардуїн I уклав угоду, за якою зрікся італійської корони, натомість забезпечив володіння маркграфством Іврейським за своїм старшим сином.
У 1015 році Ардуїн Іврейський помер в монастирі Фруттуарія.

## Родина
Дружина — Берта, донька Отберта II д'Есте, маркграфа Мілану.
Діти:
- Ардуїн (д/н-1050), маркграф Івреї у 1015 році
- Оттон
- Гуйберт